# Nagy amerikai regény
A Nagy Amerikai Regény (angolul: Great American Novel, rövidítve: GAN) egy regény, ami legjobban bemutatja az Egyesült Államok életérzését, karakterét. A fogalmat John William De Forest hozta létre 1868-ban, de véleménye az volt, hogy a könyvet még valószínűleg nem írták meg. A gyakran említett könyvek közé tartozik a Moby Dick (1851), A nagy Gatsby (1925) és a Huckleberry Finn kalandjai (1884).
Lawrence Buell öt típusát írta le a lehetséges regénynek, míg Grant Shreve (JSTOR Daily) több kitételt is írt, aminek egy GAN-nek meg kell felelnie.

## Leggyakrabban említett regények
| Év   | Borító | Regény                      | Portré | Író                   | Megjegyzések | For.                 |
| ---- | --- | --------------------------- | --- | --------------------- | --- | -------------------- |
| 1826 | | Az utolsó mohikán           | | James Fenimore Cooper | Ugyan John William De Forest szerint Cooper írása unalmas volt, sokak szerint az első Nagy Amerikai Regény. Nagy befolyással rendelkezett az amerikai irodalom alakításában, és több fontos témát is feldolgozott, amely az ország későbbi művein középpontjában állt. | [ 2 ] [ 3 ]          |
| 1850 | | A skarlát betű              | | Nathaniel Hawthorne   | Ugyan De Forest szerint A skarlát betű nem volt elég jó könyv, hogy kiérdemelje az elismerést, a legtöbb listán szerepel napjainkban. Lawrence Buell nem értett egyet De Foresttel. | [ 6 ] [ 7 ]          |
| 1851 | | Moby Dick                   | | Herman Melville       | Hester Blum (Pennsylvaniai Állami Egyetem) szerint „Az teszi a Moby Dicket a legnagyobb amerikai regénnyé, hogy Melville tökéletesen meg tudja igézni egy szívsebzett jávorszarvas abszurd képét, és azt gondoljuk, hogy igen, pontosan tudjuk, hogy ez hogyan hangzik, és tudom, hogy a borzalmas hangnak mennyi jelentése van.” | [ 9 ] [ 10 ]         |
| 1852 | | Tamás bátya kunyhója        | | Harriet Beecher Stowe | Lawrence Buell szerint ez volt az első regény, amely kiérdemelte a címet, és széles körben elfogadott, hogy ez az, amely legközelebb tudott kerülni a jelenség definíciójához. De Forest is úgy tekintett rá, mint az amerikai élet képének egyik legjobb leírása. | [ 14 ]               |
| 1868 | | Kisasszonyok                | | Louisa May Alcott     | Marlowe Daly-Galeano szerint azt teszi a Kisasszonyokat az egyik jelöltté a Nagy Amerikai Regény címért folytatott versenyben, hogy „megadja a nők hangjának és a nők történeteinek azt a pozíciót, amely nagyon új volt az olvasóknak az 1860-as években,” és kiemeli, hogy az azt követő nőközpontú regények mindegyike köthető a Kisasszonyokhoz. Gregory Eiselein hozzáadta, hogy a könyv az amerikai irodalmi realizmus egyik legfontosabb dokumentuma.                                                                            | [ 15 ]               |
| 1884 | | Huckleberry Finn kalandjai  | | Mark Twain            | A Huckleberry Finn kalandjai az egyik első amerikai regény, amelyet egy adott területi dialektusban írtak. 1935-ben Ernest Hemingway azt írta, hogy „minden modern amerikai irodalom Mark Twain egyik könyvén alapul, amelynek Huckleberry Finn a címe.” Egy 1955-ben kiadott esszében William van O’Connor azon a véleményen volt, hogy a Huckleberry Finn kalandjai „az igazán amerikai regény.” | [ 8 ] [ 19 ] [ 20 ]  |
| 1895 | | A bátorság vörös szalagja   | | Stephen Crane         | Crane tagja volt az első amerikai írógenerációnak, akire hatással volt John William De Forest, és azzal a céllal írt, hogy létrehozza a nemzet regényét. Robert Barr szakértő Crane-ről mondta azt, hogy a legvalószínűbb szerző, aki megírhatná a Nagy Amerikai Regényt, mindössze két évvel az előtt, hogy Crane 28 évesen váratlanul meghalt. Jay Martin, a Yale Egyetem egyik professzora szerint Crane háborús regénye, amely az amerikai polgárháború idején játszódik, a Nagy Amerikai Regényért folytatott verseny csúcspontja. | [ 23 ]               |
| 1899 | | McTeague                    | | Frank Norris          | A McTeague-et már 1899-ben is a lista egyik biztos tagjának tartották. Faith Lee szerint megkérdőjelezhetetlen, hogy a McTeague kiérdemelte az elismerést. Norris The Octopus című könyvét is hasonlóan méltatta Bill Kauffman.[forrás?] | [ 24 ]               |
| 1925 | | A nagy Gatsby               | | F. Scott Fitzgerald   | Emory Elliott 1991-ben azt írta, hogy A nagy Gatsby „még mindig gyakran van jelölve GAN-nek.” Adam Kirsch 2013-ban azt írta, hogy mindig az első cím, amely szóba esik, mikor a Nagy Amerikai Regényről beszélünk.” Deirdre Donahue (USA Today) és James L. W. West III szerint „az amerikai szellem megtestesítése,” relevanciája és prózája az oka, amiért A nagy Gatsby a Nagy Amerikai Regény. | [ 28 ] [ 29 ] [ 30 ] |
| 1925 | | Szőkék előnyben             | | Anita Loos            | Edith Wharton és Frank Crowninshield szerint is a Nagy Amerikai Regény. | [ 31 ] [ 32 ]        |
| 1936 | | Fiam, Absolon!              | | William Faulkner      | A Fiam, Absolon! szakértők szerint tökéletesen megfelel Lawrence Buell „a megosztottság romantikája” kitételének. | [ 10 ] [ 33 ]        |
| 1939 | | Érik a gyümölcs             | | John Steinbeck        | Jay Parini szerint az Érik a gyümölcs azért az egyik nagy amerikai regény, mert az Egyesült Államokra koncentrál egy krízis közben, míg az amerikai életet eklektikusan írja le. Hasonlóan Richard Rodriguez is úgy gondolta, hogy ez a könyv „a nagy amerikai regény, amelyre mindenki csak vár,” azért ahogy bemutatta „Amerika lúzereit.” Bill Kauffman szerint egyike a három regénynek, amely jelölt lehet a címre. | [ 34 ] [ 35 ]        |
| 1951 | | Zabhegyező                  | | J. D. Salinger        | A Zabhegyező egyike azok könyveknek, amelynek célja volt, hogy megkapja az elismerést, és sokak szerint sikeresen el is érte azt. | [ 36 ] [ 37 ]        |
| 1952 | | A láthatatlan               | | Ralph Ellison         | Joseph Fruscione szerint A láthatatlan azért GAN, mert minden olvasónak jelenthet mást. | [ 38 ] [ 39 ]        |
| 1953 | | Augie March kalandjai       | | Saul Bellow           | Martin Amis szerint az Augie March kalandjai „fantasztikus inkluzivitása, pluralizmusa és aggálytalan promiszkuitása” miatt a Nagy Amerikai Regény. | [ 41 ] [ 42 ]        |
| 1955 | | Lolita                      | | Vladimir Nabokov      | Mary Elizabeth Williams szerint a Lolita prózája miatt a Nagy Amerikai Regény. | [ 8 ] [ 43 ]         |
| 1960 | | Ne bántsátok a feketerigót! | | Harper Lee            | John Scalzi azért hívja GAN-nek a könyvet, mert moralitással és az amerikai tapasztalattal is foglalkozik. Oprah Winfrey szerint „a nemzeti regényünk.” | [ 44 ] [ 46 ]        |
| 1973 | A photograph of Thomas Pynchon from when he served in the US Navy. He is young, wearing a sailor's uniform and smiling with bucked-teeth. | Súlyszivárvány              | | Thomas Pynchon        | Pynchon második világháborús posztmodern regénye gyakran a háború utáni időszak legfontosabb regényeként van megnevezve. Szakértők szerint megfelel Buell negyedik GAN-típusához. | [ 49 ] [ 50 ] [ 51 ] |
| 1985 | | Véres délkörök              | A photograph of Cormac McCarthy. Wearing a patterned collared shirt, he is leaning against a tree with arms crossed. He is mustached | Cormac McCarthy       | David Vann szerint a Véres délkörök azért felel meg a címnek, mert az Egyesült Államok népirtó múltját kutatja fel. William Dalrymple egyetértett: „ez a könyv a Nagy Amerikai Regény. Gyönyörűen van megírva, sötét, zord western – de egyetlenhez se hasonlít, amit valaha olvastam.” | [ 52 ] [ 53 ]        |
| 1987 | | A kedves                    | | Toni Morrison         | A regény a rabszolgaság és a rasszizmus pszichológiai hatásait kutatja. 2005-ben a könyv első helyen végzett a The New York Times What Is the Best Work of American Fiction of the Last 25 Years? című listáján, amelyet követően A. O. Scott azt írta, hogy „Bármely más kimenetel meglepő lett volna, hiszen Morrison regénye tökéletesebben illesztette önmagát az amerikai kánonba, mint bármely más riválisa.” A kedves szakértők szerint megfelel Buell harmadik GAN-típusának.                                                   | [ 54 ] [ 55 ]        |
| 1991 | | Amerikai psycho             | | Bret Easton Ellis     | Julia Keller szerint azért a Nagy Amerikai Regény az Amerikai psycho, mert a könyvben szerepelnek „márkanevek, szex és szociális szorongás témái.” | [ 56 ] [ 57 ]        |
| 1996 | | Végtelen tréfa              | | David Foster Wallace  | Lawrence Buell szerint sok 21. század elejei olvasónak „a Végtelen tréfa a napjaink GAN-je.” | [ 40 ] [ 58 ]        |
| 1997 | | Underworld                  | | Don DeLillo           | Robert McCrum szerint szinte azonnal megjelenése után bekerült a GAN-versenybe a regény. | [ 41 ] [ 59 ] [ 60 ] |
| 2010 | | Szabadság                   | | Jonathan Franzen      | Lawrence Buell szerint a Szabadság a leginkább GAN-ként elismert könyv, amelyet a 2001. szeptember 11-ei terrortámadások után írtak. | [ 41 ] [ 62 ]        |
| 2012 | | Telegraph Avenue            | | Michael Chabon        | John Freeman (Boston Globe) méltatta az írót, amiért a Nagy Amerikai Regényt úgy képzelte el, ahogy. | [ 64 ] [ 65 ]        |
| 2013 | | Az aranypinty               | | Donna Tartt           | Randy Boyagoda szerint a könyv „pontosan az, ami az eszünkbe jut, ha a Nagy Amerikai Regényre gondolunk: cselekménye burjánzó, okos, releváns, és mindezek felett pofátlanul fölényesen elhiszi, hogy 800 oldalon keresztül akarod majd követni Theót, hősét, ahogy megpróbál áthaladni a hangos és őrült Amerikán.” | [ 67 ] [ 68 ]        |

## Fordítás
Ez a szócikk részben vagy egészben  a   Great American Novel című angol Wikipédia-szócikk ezen változatának fordításán alapul.  Az eredeti cikk szerkesztőit annak laptörténete sorolja fel. Ez a jelzés csupán a megfogalmazás eredetét és a szerzői jogokat jelzi, nem szolgál a cikkben szereplő információk forrásmegjelöléseként.